# Colpochila limbata
Colpochila limbata är en skalbaggsart som beskrevs av Britton 1986. Colpochila limbata ingår i släktet Colpochila och familjen Melolonthidae. Inga underarter finns listade i Catalogue of Life.